# Terebralia sulcata
Terebralia sulcata is een slakkensoort uit de familie van de Potamididae. De wetenschappelijke naam van de soort is voor het eerst geldig gepubliceerd in 1778 door Born.